# Ссемпа, Мартин
Мартин Ссемпа (Martin Ssempa; родился в 1968 году) — угандийский пастор-харизмат, основатель церкви общины Макерере и антигомосексуальный активист. Он называл себя пастором доктором Мартином Ссемпа (хотя не имел докторской степени), но теперь использует имя Габриэль Бааба Гванга’муджже Эри Йесу (Gabriel Baaba Gwanga’mujje Eri Yesu). Ссемпа отличается пламенными гомофобными речами и впервые обрёл международную известность в 2010 году, когда стало вирусным видео презентации им своей пастве порнографических иллюстраций гомосексуальных действий.

## Ранние годы и образование
Мартин Ссемпа родился в 1968 году в Налузаале (округ Масака, Уганда) в семье матери-одиночки. Он не знал своего отца. Его мать была учительницей, и в детстве он часто менял школы. Ссемпа учился в начальных школах Киманья в Масаке и Св. Петра в Нсамбии. Затем он поступил в среднюю школу для мальчиков Рубага, а затем получил степень A (продвинутого уровня) в колледже Намильянго. В подростковом возрасте он стал локальной знаменитостью в Восточной Африке как национальный чемпион по брейк-дансу. В 1988 году Ссемпа поступил в Университет Макерере.
Во время его учёбы в университете брат и сестра Ссемпы заразились ВИЧ. Когда они умерли в 1990 году, он обвинил во всём их половую распущенность и испугался, что его собственный образ жизни также приведет к кончине от СПИДа, решив «принять меры». Ссемпа обратился в евангельское христианство в баптистском молодёжном центре Вандегея. Он путешествовал по стране с театральной труппой, которая давала школьные представления, стремясь просветить учащихся о ВИЧ/СПИД. При этом сам он считает, что борьба с венерическими заболеваниями должна вестись сугубо посредством воздержания и верности, выступая даже против использования презервативов для предотвращения заражения ВИЧ.
Ссемпа окончил Макерере, получив степень бакалавра социальных наук со специализацией в социологии. Позже он получил степень магистра гуманитарных наук по специальности «консультирование» в частном религиозном Университете Кэрн в Пенсильвании.
Согласно заявлению о регистрации избирателя, поданному 6 июля 2012 года, Ссемпа является гражданином США. При этом утверждает, что американцы (или лично Барак Обама) «собирались его разбомбить».

## Карьера и известность
В 1996 году Ссемпа основал Церковь общины Макерере на территории кампуса Университета Макерере.
Ссемпа выступает за прекращение межплеменной вражды и ненависти в Уганде, но также против отделения церкви от государства, и является ярым сторонником гомофобии на государственном уровне. Он утверждает, что возглавляет крестовый поход за «вытеснение содомии из Уганды», проявившийся, в частности, в продвижении законопроекта, предусматривающего ужесточение уголовной ответственности за и так криминализированные в Уганде однополые сексуальные контакты вплоть до пожизненного заключения или даже смертной казни в случае изнасилования.

### Вирусные видео
Отстаивая гомофобное законодательство и своё представление о «традиционных африканских ценностях», он с целью шокировать аудиторию демонстрировал в своей церкви и на пресс-конференциях специфическую гей-порнографию, изображающую фистинг, анилингус и копрофилию. Член Международной комиссии по правам геев и лесбиянок Моника Мбару резко осудила поведение пастора: «Нельзя демонстрировать своим сторонникам порнографию, а потом утверждать, что отстаиваешь общественную мораль. По-моему, мы имеем дело с человеком, который нуждается в медицинской помощи». С другой стороны, проповеди Ссемпы превратились в вирусный мем в Интернете под названием «Кушать каку» (Eat Da Poo Poo). Благодаря этому и другим своим антигомосексуальным выступлениям Ссемпа и сам стал популярным интернет-мемом.
Наиболее заметными из вирусных видео с участием пастора стали нарезки его появления в утреннем телешоу Morning Breeze. В заглавии этих роликов часто используется вопрос Why are you Gay?, с которого ведущий Саймон Каггва Нджала внезапно начинает интервью с ЛГБТ-активистом Пепе Джулианом Онзимой. Пастор сперва звонит, а затем врывается на передачу, чтобы сорвать выступление гостя, достаёт овощи и фрукты, которые, по его мнению, используются при однополом сексе, и перекрикивает остальных на смеси ломанного английского и лугандского фразами, в нелепости и провокационности которых пользователи нашли юмористический эффект. В этих мемах Ссемпа стал известен как «Паста Сенпай» (Pasta Senpai).

### Влияние
Международное влияние Ссемпы проявилось в его работе с отделением Агентства США по международному развитию — Чрезвычайным планом президента по борьбе со СПИДом (PEPFAR). Из-за причастности такого своего партнёра к кампании за законопроект против геев PEPFAR был назван правозащитными организациями вроде Human Rights Watch пропагандирующим гомофобию.
Помимо своей антигейской программы, Ссемпа был соавтором политики Уганды по борьбе со СПИДом «Воздержание и верность» от 2004 года; проект представлял собой пересмотр предыдущей «Программы ABC» — «Воздержание, верность и использование презервативов» (Abstinence, Being Faithful, and Condom Usage). Это объясняется убеждённостью пастора насчёт «греховности» контрацепции: в 2004 году он совершил в Университете Макерере сожжение коробки контрацептивов со словами «Я сжигаю эти презервативы во имя Иисуса!»
Пастор также является специальным представителем Целевой группы по СПИДу первой леди Уганды Джанет Мусевени, чей муж Йовери Мусевени активно внедряет социально-консервативную (в том числе гомофобную) политику. Пастор даже давал показания перед Конгрессом США по поводу эпидемии ВИЧ/СПИД в Африке.
В прошлом Ссемпа был связан с американским евангелистским пастором Риком Уорреном и Инициативой по ВИЧ/СПИДу церкви Сэддлбэк. В этот период он был основным докладчиком на конференции по СПИДу Disturbing Voices, организованной Уорреном; с тех пор последний дистанцировался от угандийского коллеги и полностью разорвал с ним отношения в 2007 году.

### Осуждение и критика
В октябре 2012 года Ссемпа и еще пять человек были признаны виновными в сговоре с целью опорочить репутацию пастора-конкурента путем ложного обвинения его в гомосексуальности. Обвинительный приговор был вынесен после инцидента, произошедшего в мае 2009 года, когда Ссемпа со сторонниками подговорили мужчин из церкви Роберта Каянджи «Центр чудес» заявить, что у них были сексуальные отношения с этим проповедником. После полицейского расследования молодые люди отказались от своих обвинений и заявили, что получили определённую сумму денег за лжесвидетельство об изнасиловании пастором Каянджей. Шестеро обвиняемых в клевете, включая Ссемпу, были приговорены к штрафу в один миллион шиллингов каждый (около 390 долларов США) и ста часам общественных работ.
В 2014 году сам гомофоюный пастор был уличён в «пропаганде гомосексуализма» угандийским автором Полом Калиисой, утверждавшим, что показ Ссемпой порнографических видеороликов в церквях должен подпадать под наказание в соответствии с законом Уганды о борьбе с гомосексуальностью.